# Cerro Jabalcón
El cerro Jabalcón es un monte aislado situado en el paraje semiárido de la Hoya de Baza, en el municipio español de Zújar, provincia de Granada. Tiene una altitud de 1.488 metros.

## Descripción
En la altiplanicie de la Hoya de Baza se eleva, a modo de una isla, la mole caliza dolomitizada del cerro de Jabalcón, con una composición geológica totalmente distinta a la de los terrenos que lo circundan y que se considera un desgaje de la parte caliza de la Sierra de Baza. Está formado po rocas que constituyen el zócalo  de la depresión, rodeado por materiales sedimentarios de la cuenca. En esta montaña afloran calizas con facies someras del Jurásico inferior (Hettangiense-Sinemuriense, 205 a 195 m.a.) que se atribuyen a la Dorsal Bética o bien al Subbético. Estos materiales  se depositaron en una plataforma carbonatada somera, situada en un medio de depósito marino. Las calizas son rocas resistentes a la erosión en zonas de clima árido y por ello se conservan en esta zona elevada. Desde la carretera A-315 que se dirige desde Baza hacia Zújar parten carriles que permiten acceder a la cima.
Es una apreciación falsa y arraigada en la población local que el Jabalcón es un antiguo volcán, lo que se asocia al hecho de manar de su interior aguas termales, lo que en absoluto tienen relación con su origen geológico. 
Las estribaciones del cerro en su cara norte ofrecen un paisaje de pinares, fruto de las repoblaciones de mediados del siglo XX. Al pie del monte, en su cara sur, se encuentra la localidad de Zújar. De sus laderas brotan aguas termales que a lo largo de la historia han sido aprovechadas en los Baños de Zújar; en la misma zona se encuentra el embalse del Negratín, que rodea el cerro en su zona noroeste.
En su punto más alto se encuentra la ermita de la Virgen de la Cabeza, a la que acuden en romería los vecinos de la localidad de Zújar durante sus fiestas patronales por un sendero que serpentea las laderas del cerro hasta llegar a la cumbre, desde la que se divisa todo el Altiplano de Granada. Cabe destacar en el camino una insólita formación rocosa conocida como Ojo de la heredad.
Así mismo, el cerro Jabalcón cuenta con dos pistas de despegue para ala delta, parapente y paramotores (fue escenario del Campeonato de España de Ala Delta en 2000); diversas paredes aptas para la escalada deportiva (Piedra del Sol, Piedra de los Halcones) y una prueba estival de mountain bike de gran raigambre provincial, el 15 de agosto (la cronoescalada al Jabalcón).